# Мідно-оксидний випрямляч

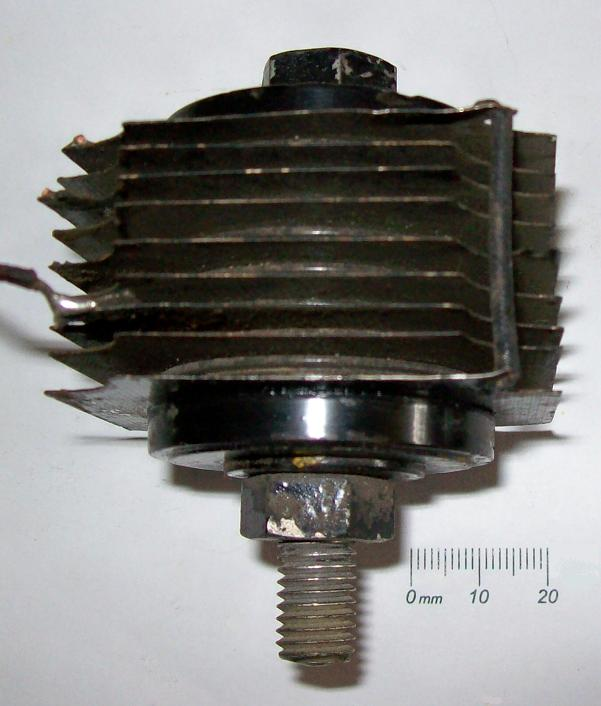

Мідно-оксидний випрямляч, або купроксьний випрямляч, іноді званий металевий випрямляч жаргонна назва — купрокс, — випрямний вентиль, напівпровідниковий діод якнапівпровідниковий матеріал у якого використовується оксид міді .
Один з перших типів, що випускалися промислово — випрямляючі прилади з робочим струмом до декількох ампер.
В даний час морально застари і мають лишн історичний інтерес

## Пристрій
Являє собою мідну пластину, на поверхню якої сформовано тонкий шар оксиду міді. Шар оксиду міді виходить при випалюванні мідної пластини в атмосфері кисню.
При цьому на поверхні міді утворюється плівка оксиду міді, отримана при надлишку кисню, набуває тип p-провідності, а більш глибокий шар на поверхні міді, збагачений іонами міді, набуває тип n-провідності. На межі розділу цих шарів утворюється pn-перехід. Для електричного контакту з шаром оксиду міді на поверхню оксидного шару накладається або свинцева пластина, або наноситься шар дрібнодисперсного графіту, або наноситься розбризкуванням шар легкоплавкого сплаву, наприклад, сплаву Вуда. Поверх цього провідного шару накладається латунна пластина, що виконує також функцію тепловідведення (радіатора). Кілька отриманих таким способом окремих вентилів зазвичай збирають в збірки — «стовпи».
При виготовленні купроксного елемента може використовуватися тільки хімічно дуже чиста мідь, звичайна електротехнічна мідь непридатна для застосування з цією метою, тому що містить велику кількість домішок. Крім того, температура при отриманні шару оксиду ретельно контролюється і знаходиться в межах 1020—1040°С .

## Історія
Мідно-закісні випрямлячі вперше були створені в США в 1927 р Пізніше вони стали випускатися в Англії фірмою «Вестінгауз», і отримали назву «вестектор» (акронім від «Вестингауз» і «детектор»).
В СРСР також були створені та промислово випускалися мідно-закісні випрямлячі, що отримали назву «цвітектори» (акронім від Цві — Центральна всесоюзна (ісследовательская)дослідна радіолабораторія, м Горького, де вперше в СРСР (1935 р) був розроблений прилад і детектор).
В ранніх модифікаціях популярного і масово випускаючого переносного вимірювального приладу ТТ-1 купроксні випрямлячі використовувалися для вимірювання змінної напруги в ланцюзі до середини 50-х років 20 століття.
В СРСР також була розроблена і застосовувалася у виготовленні аматорських радіостанцій кустарна технологія виготовлення мідно-оксидних випрямлячів з деталей гвинтового патрона, сам купроксний елемент виготовляється з мідного капсуля[ джерело? ]

## Параметри і властивості
Допустима зворотна напруга на вентилі не перевищує 10 В. При зворотній напрузі 20-30 В відбувається пробій. Для роботи при великій напрузі та збільшення випрямленого струму використовується послідовне з'єднання окремих оксидних діодів в випрямні стовпи, зібрані на болтах або шпильках.
Максимальна робоча температура вентиля не повинна перевищувати 60 °C. При високих температурах вентиль втрачає свої випрямляючі властивості. Для зниження температури застосовується радіаторні пластини.
Максимальна допустима густина струму мідно-оксидих вентилів близько 0,1 А/см².

## Принцип дії
Принцип дії купроксних випрямлячів заснований на ефекті Шотткі, оскільки для випрямлення використовується контакт металу (мідь) і напівпровідника (окис міді).

## Сучасний стан
У зв'язку зі своїми недоліками (низька зворотна напруга, низька робоча температура, мале співвідношення прямого та оберненого опору) купроксні прилади технічно застаріли і зараз витіснені з використання більш досконалими напівпровідниковими приладами і зараз являють собою лише історичний інтерес.